# Francesco Rovero
Francesco Rovero (Florencia, 27 de mayo de 1970) es un biólogo italiano, que trabajó en el Museo Tridentino di Scienze Naturali de Trentino y célebre por ser el codescubridor, junto con Galen Rathbun, de la especie de musaraña elefante Rhynchocyon udzungwensis en enero de 2008.
En 1995 se graduó en ciencias naturales en la Universidad de Florencia. En el año 2000 se graduó en biología animal en la Universidad de Bangor. Sus principales intereses de investigación son los mamíferos de las Montañas Uzdungwa, en Tanzania.